# 响潭水库
40°15′11″N 116°05′38″E / 40.2531521°N 116.0938413°E
响潭水库是位于北京市昌平县南口镇西北潭峪沟的水库,拦截北沙河支流狻猊沟的出山口。
1959年建成，1970年开始使用。总面积46万平方米，库容718万立方米，控制流域面积58平方公里。有1座主坝、1座溢洪道、2个输水管和2座水电站。主坝为埋石混凝土重力坝，高42米，顶长168米。年供水400万立方米。